# 南嶺化工
南嶺化工國際集團有限公司（前港交所上市編號：0663.HK），是從恒光眼鏡行換取上市，主要業務生產及銷售光學產品。
曾開拓化工產品各類行業，但因為公司發生財政問題，加上行業競爭加劇，由金山能源取代上市。

## 外部連結
- 金山能源資料 （页面存档备份，存于）